# Алкој
Алкој (шп. Alcoy) град је у Шпанији у аутономној заједници Валенсија у покрајини Аликанте. Према процени из 2008. у граду је живело 61.698 становника.

## Становништво
Према процени, у граду је 2008. живело 61.698 становника.
| 1991.  | 2001.  |
| ------ | ------ |
| 65.514 | 58.358 |